# Leibniz-Montessori-Gymnasium
Das Leibniz-Montessori-Gymnasium (LMG) ist ein Gymnasium mit Montessori-Ausrichtung und mit bilingualem Zweig (deutsch-neugriechisch) in Düsseldorf-Pempelfort. Am LMG werden mehr als 800 Schüler unterrichtet.

## Geschichte

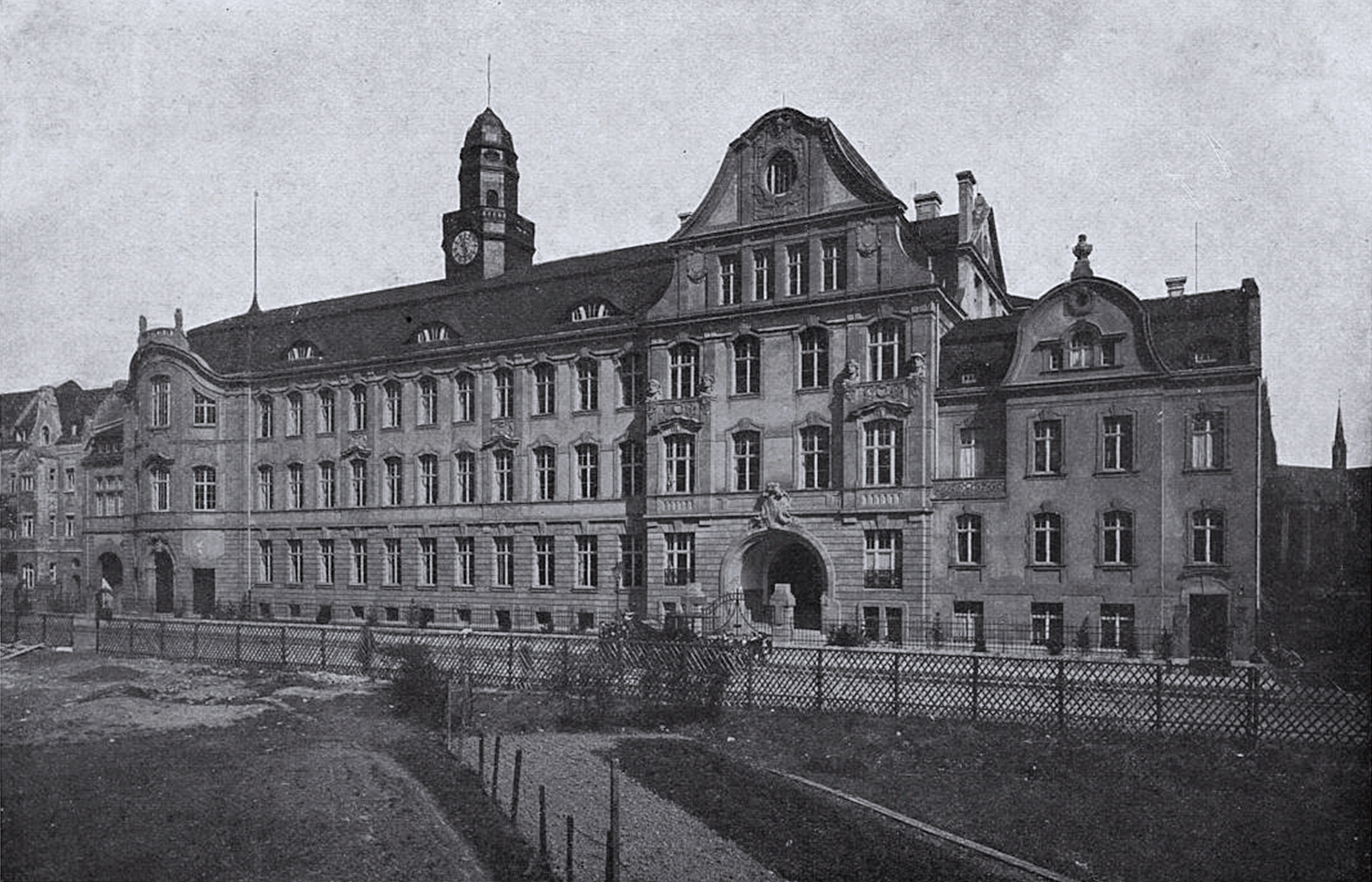
Realschule an der Scharnhorststraße (1907)

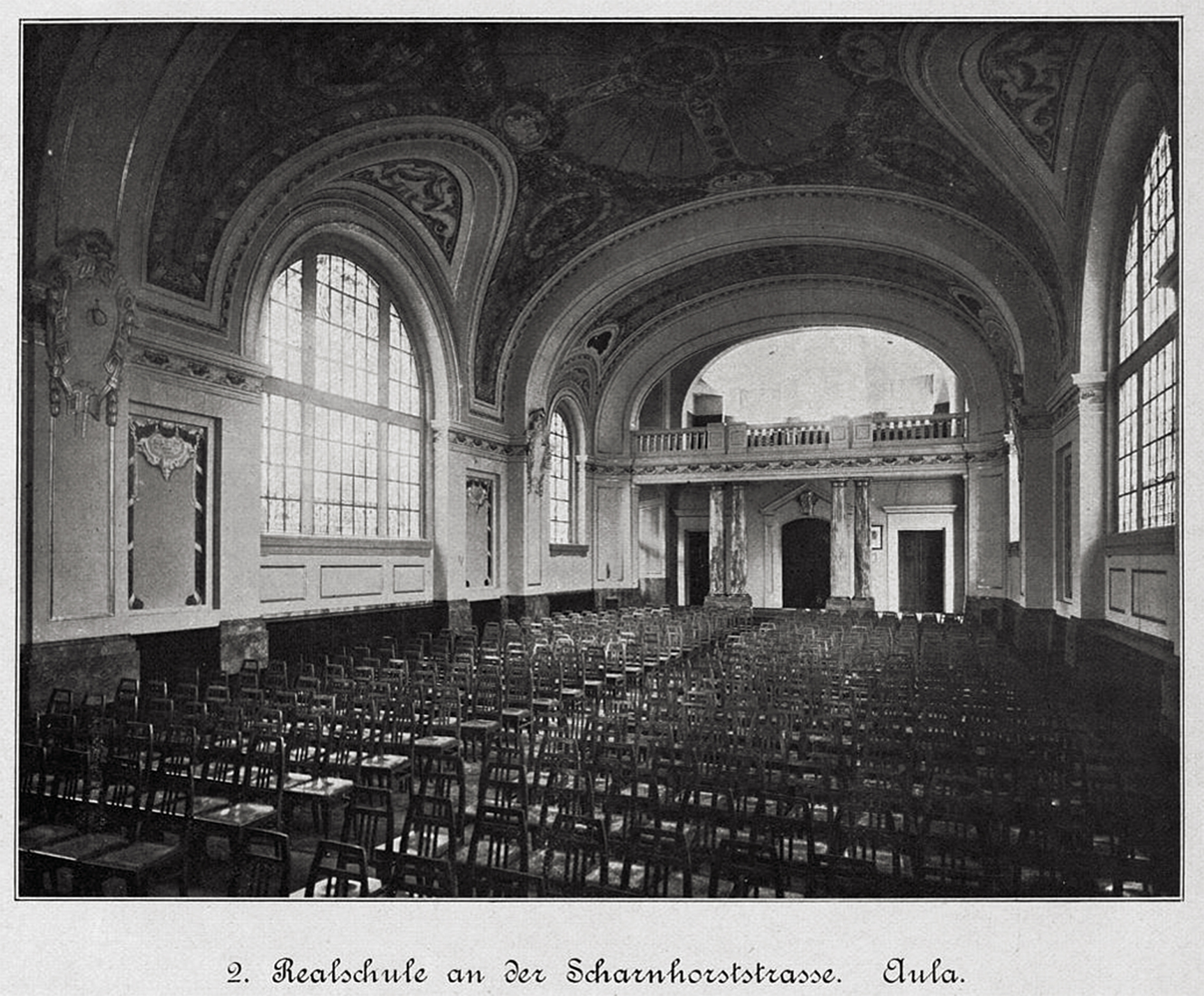
Realschule an der Scharnhorststraße. Die Aula (1907)

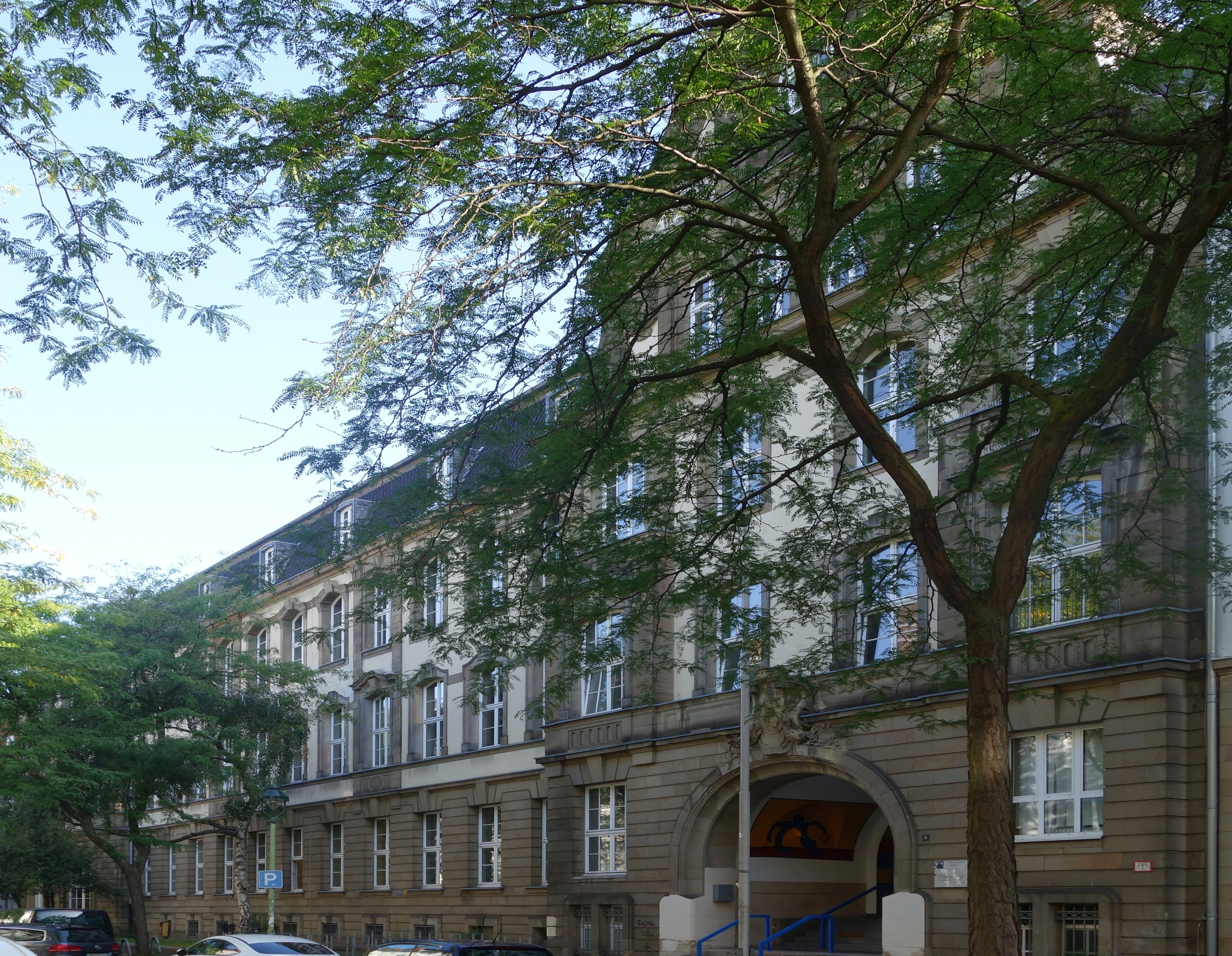
Leibniz-Gymnasium (2019)

Die Schule geht auf die 1896 errichtete „Städtische Realschule an der Prinz-Georg-Straße“ zurück, die 1906 nach einem Umzug in Scharnhorst-Realschule umbenannt wurde. Das Gebäude, von Juni 1904 bis 1906 erbaut unter Stadtbaurat Johannes Radke, wurde am 25. April 1906 eingeweiht. Erster Direktor der Schule wurde Max Schweigel (* 9. August 1865 in Reichenbach), von der Städtische Oberrealschule zu Wiesbaden kommend. In den Jahren 1909 bis 1912 erfolgte unter Schweigel der Ausbau zur Oberrealschule, deren Abschluss in einigen Fächern zum Studium berechtigte. Nach dem Ersten Weltkrieg wurde der Schule ein Reformgymnasium angegliedert, was weitere Universitätszugänge öffnete. Nach einer erneuten Umbenennung nach dem Zweiten Weltkrieg in Leibniz-Gymnasium wurden ab dem Schuljahr 1967/68 erstmals auch Mädchen aufgenommen. 1975 folgte ein Erweiterungsbau und eine Renovierung. Seit dieser Zeit gab es bis in die 1990er-Jahre auch in den Jahrgangsstufen 5 bis 10 Sonderklassen für griechische Schüler. Im 21. Jahrhundert sind diese längst einem interkulturellen Unterricht und einem griechisch-bilingualen Zweig gewichen, die jetzt Bestandteil des Schulprogramms sind.

## Montessori-Pädagogik
Das LMG ist eines von zwei Montessori-Gymnasien in Nordrhein-Westfalen.
Es versteht sich als Angebotsschule für ganz Düsseldorf: Es bietet als einziges Gymnasium in Düsseldorf ein Konzept, das für alle Schüler vom Jahrgang 5 bis zum Abitur die gymnasiale Ausbildung und die damit verbundenen Ansprüche mit den spezifischen Vorteilen der Montessori-Pädagogik verbindet.
Die pädagogische Ausrichtung auf Maria Montessori wurde im Schuljahr 2003/2004 begonnen und kommt vor allem bei der Freiarbeit und den vielfältigen Projekten – seit 2019 (mit kurzer Unterbrechung durch die Corona-Pandemie) als Konzept „Montessori plus“ zum Tragen.

## Unterricht
Am Leibniz-Montessori-Gymnasium können die Schüler Englisch, Latein, Französisch, Neugriechisch und Italienisch sowie viele weitere Fremdsprachen in schulübergreifenden Kursen lernen. In einem seit 1980 bestehenden griechisch-bilingualen Zweig erhalten die Absolventen neben dem Regelunterricht zusätzlich Griechischunterricht als Sprachunterricht und als bilinguales Sachfach, wie etwa Geschichte und Politik. Als „LMG engagiert“ wird ein Projekt bezeichnet, das alle Schülern der 9. Jahrgangsstufe ehrenamtlich in verschiedenen Institutionen jeweils 40 bis 60 Stunden mit ehrenamtlicher Arbeit tätig werden lässt.

## Bekannte Schüler
- Dieter Nuhr (* 1960), deutscher Kabarettist und Moderator, trat später im Theater des Leibniz-Gymnasiums auf.[3]
- Frank Küster, deutscher Kabarettist[4]
- Walter Hemming (1894–1979), deutscher Maler
- Olaf Bock, (* 1966), deutscher Fernsehjournalist
- Patrick Femerling (* 1975), ehemaliger deutscher Basketballspieler, Nationalspieler; heute Basketballtrainer
- Max von Malotki (* 1977), deutscher Journalist, Autor und Radiomoderator.
- Thomas Niemietz (* 1977), deutscher Fernsehjournalist
- Patric Faßbender, einer der Erfinder der Toniebox

Haupteingang mit zwei Malereien nach Keith Haring (2019)
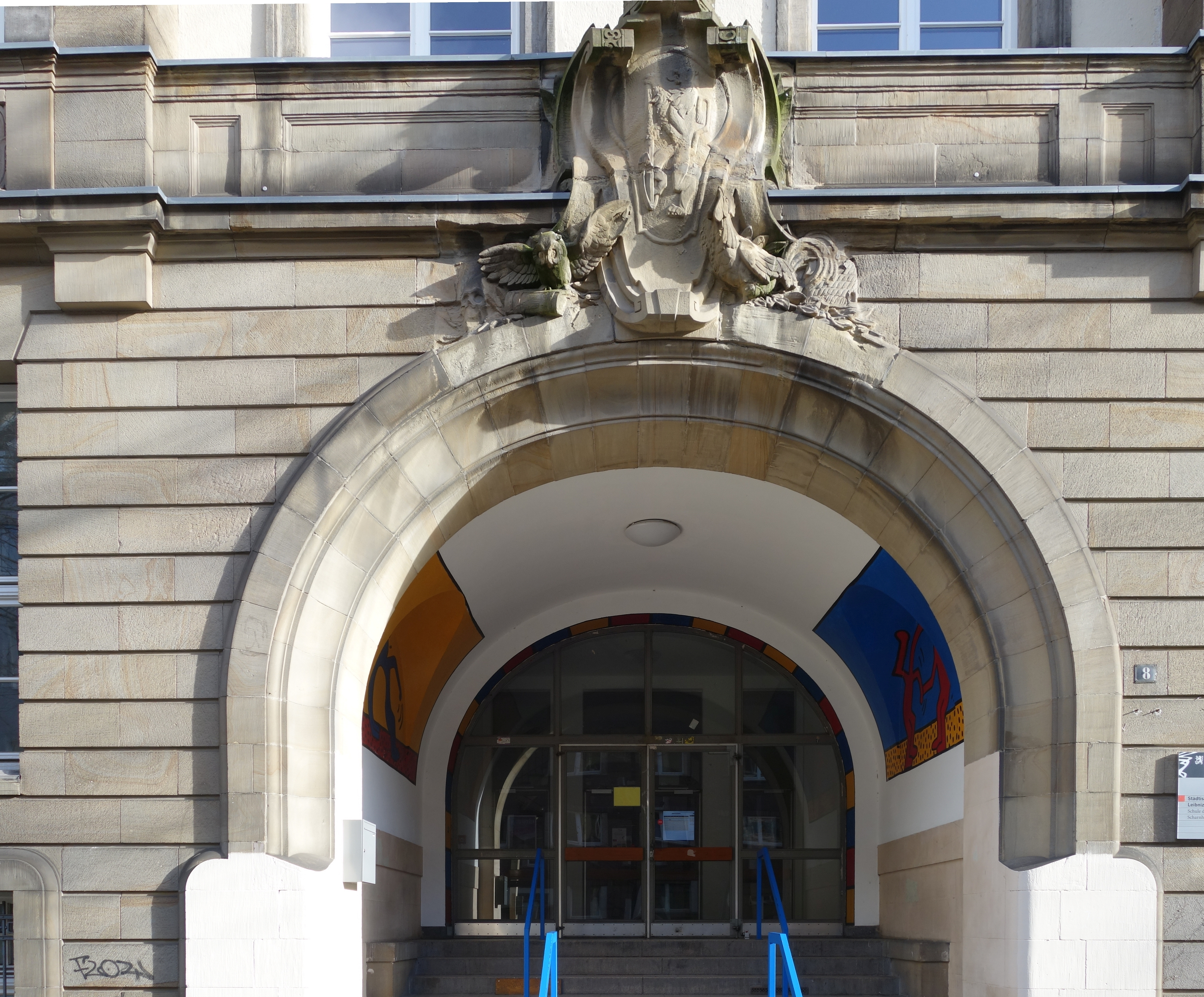